# Маунт-Олів (округ Джеферсон, Алабама)
Маунт-Олів (англ. Mount Olive) — переписна місцевість (CDP) в США, в окрузі Джефферсон штату Алабама. Населення — 4427 осіб (2020).

## Географія
Маунт-Олів розташований за координатами 33°40′39″ пн. ш. 86°52′21″ зх. д. / 33.67750° пн. ш. 86.87250° зх. д. (33.677474, -86.872596).  За даними Бюро перепису населення США в 2010 році переписна місцевість мала площу 24,13 км², уся площа — суходіл.

## Демографія
Згідно з переписом 2010 року, у селищі мешкало 4079 осіб у 1551 домогосподарстві у складі 1217 родин. Густота населення становила 169 осіб/км².  Було 1631 помешкання (68/км²).
Расовий склад населення:
| - 97,7 % — білих - 1,0 % — чорних або афроамериканців - 0,3 % — азіатів - 0,2 % — корінних американців |

До двох чи більше рас належало 0,5 %. Частка іспаномовних становила 0,5 % від усіх жителів.
За віковим діапазоном населення розподілялося таким чином: 22,5 % — особи молодші 18 років, 62,0 % — особи у віці 18—64 років, 15,5 % — особи у віці 65 років та старші. Медіана віку мешканця становила 41,7 року. На 100 осіб жіночої статі у селищі припадало 95,3 чоловіків;  на 100 жінок у віці від 18 років та старших — 95,1 чоловіків також старших 18 років.
Середній дохід на одне домашнє господарство  становив 82 084 долари США (медіана — 73 345), а середній дохід на одну сім'ю — 90 062 долари (медіана — 80 457). Медіана доходів становила 52 974 долари для чоловіків та 45 313 долари для жінок. За межею бідності перебувало 11,0 % осіб, у тому числі 22,3 % дітей у віці до 18 років та 1,2 % осіб у віці 65 років та старших.
Цивільне працевлаштоване населення становило 1977 осіб. Основні галузі зайнятості: освіта, охорона здоров'я та соціальна допомога — 17,3 %, виробництво — 14,3 %, транспорт — 10,9 %, роздрібна торгівля — 9,5 %.